# Coroa (Commonwealth)

A Coroa de Santo Eduardo figura no topo do brasão de armas do Governo do Reino Unido significando que a Coroa é a instituição da qual decorre toda a autoridade do Estado.

A Coroa (The Crown, em inglês) é a entidade política em sua totalidade jurisprudencial nos Reinos da Commonwealth e suas respectivas subdivisões (Dependências da Coroa, Territórios Ultramarinos, províncias ou estados). O termo é frequentemente empregado para referir-se ao próprio cargo do Soberano ou o exercício de seu poder monárquico como instituição pública em funções executivas (Conselho), legislativas (Parlamento), a governança judicial e o serviço público.
Em todas as monarquias da Comunidade das Nações, a Coroa (em inglês: The Crown) é um conceito metonímico abstrato, que representa a autoridade legal para a existência de qualquer governo. Ela evoluiu naturalmente como uma separação literal da coroa e propriedade do Estado-nação da pessoa e bens pessoais do monarca. 
Conceitos similares de "a Coroa" ocorrem também em outras monarquias constitucionais, nas quais (como no Reino Unido), o monarca é o chefe de Estado, mas o verdadeiro governo da nação é conduzido de acordo com os desejos de uma legislatura nacional democraticamente eleita. A Coroa Sagrada da Hungria é um exemplo que conceitos similares (embora mais em contextos simbólicos do que jurídicos) podem sobreviver mesmo em uma república. 

## Descrição
A Coroa, em si, é uma pessoa jurídica que representa a personificação legal do Poder Executivo. As coroas reais (tais como as Jóias da Coroa britânica e as Insígnias da Escócia) são de propriedade da Coroa, e não do titular do cargo. 
Como qualquer corporação, a Coroa é uma pessoa artificial (neste caso, coextensiva com uma pessoa natural), que pode possuir bens e tem certos direitos previstos em lei para entidades empresariais. No caso das monarquias da Comunidade das Nações, os direitos e os poderes da Coroa variam de Estado para Estado, pois cada Coroa estatal ou nacional é uma pessoa jurídica separada.
A Coroa, tal como representada na pessoa do soberano que detém a pessoa jurídica, é a autoridade legal para a existência e as operações do governo em cada monarquia na Comunidade das Nações (incluindo os estados australianos e as províncias canadenses). 
A maioria das operações da Crown é dirigida pelos ministros de cada um dos parlamentos nacionais democraticamente eleitos (incluindo os parlamentos provinciais canadenses e os estaduais australianos). 
Entre as exceções estão as operações cerimoniais realizadas pessoalmente pelos soberanos, o chamado Poder Residual da Coroa, cujos parâmetros são estabelecidos pela constituição de cada monarquia da Comunidade das Nações, tais como a garantia da Concordância Real pela Coroa no Parlamento para os atos legislativos, e o convite formal para formar um governo. Em geral, eles são exercidos diretamente pelo monarca ou representativamente através de um vice-rei (como um Governador-geral, governador, ou vice-governador), a fim de garantir que o governo eleito siga as regras da constituição nacional. 
Por exemplo, o primeiro-ministro canadense Mackenzie King ficou descontente com os resultados de uma eleição geral, incluindo a perda da sua própria cadeira no parlamento, ele imediatamente pediu ao governador-geral Byng para convocar uma nova eleição, o que foi recusado pelo governador-geral.

## Reino Unido
No Reino Unido, por exemplo, A Coroa por Direito do Reino Unido é uma entidade que representa todos os governos no Reino Unido, mas está desvinculada da pessoa que o exerce no momento. Por exemplo, o Rei é proprietária de alguns dos seus próprios castelos, como Sandringham House e Balmoral Castle, e se ele abdicar, ele os manterá. Outros, incluindo o Castelo de Windsor, o Palácio de Buckingham, e o Palácio de Holyrood, pertencem à Coroa, e passará para o próximo monarca, quem quer que ele seja. 

### As dependências da Coroa
As dependências da Coroa são mantidas por Direito do Reino Unido, e os ministros britânicos do Rei têm o dever de aconselhá-lo sobre as ações nas dependências, e não os seus ministros insulares. 
Embora as dependências não façam parte do Reino Unido, o Parlamento em Westminster tem competência e capacidade para legislar diretamente por eles, embora por convenção não deva fazê-lo sem o consentimento dos seus legisladores insulares.

## Outras monarquias da Comunidade das Nações
A Coroa em cada uma das monarquias da Comunidade das Naões é um conceito similar, porém legalmente separado.
Tanto o Canadá quanto a Austrália são federações: portanto, além da Coroa por Direito do Canadá e da Coroa por Direito da Comunidade da Austrália, existem Coroas por Direito em cada província canadense, e em cada um dos estados australianos. Por exemplo, há a Coroa de Direito da Província da Colúmbia Britânica. Os direitos que a Coroa possui por direito de uma província canadense são exercidos pelo vice-governador da província (por exemplo, o vice-governador da Colúmbia Britânica), não o Governador-geral do Canadá, e tais direitos são exercidos sob a supervisão dos ministros da província (não os ministros federais). A situação é análoga na Austrália com os governadores e os ministros estaduais em vez dos equivalentes canadenses.

## Agentes da Coroa
Muitos funcionários no governo do Reino Unido são 'Agentes da Coroa' (Crown Servants). A Coroa assume a responsabilidade de defender a paz do Rei, e tradicionalmente guardas prisionais e policiais são empregados diretamente pela Coroa, e não pelo Serviço Prisional ou pelas autoridades policiais. De uma maneira relacionada, há o Serviço de Procuradoria da Coroa (Crown Prosecution Service) nos tribunais penais cujos advogados são chamados de Procuradores da Coroa (Crown Prosecutors). Aqueles que trabalham nos serviços de inteligência, tais como MI5 e MI6 são também chamados de Agentes da Coroa. Os Agentes da Coroa não pode exercer o cargo de deputados do Parlamento, e esta proibição é usada para permitir que deputados se aposentem antes de seu tempo normal - a eles são atribuídos uma sinecura como Agentes da Coroa e, portanto, proibidos de permanecerem sendo deputados. 
A Coroa é também a fonte de toda justiça no Reino Unido, o que significava que era imune à acusação até a aprovação da Crown Proceedings Act 1947 possibilitar que a Coroa pudesse ser levada a tribunal comum tratando-se de contratos e delitos civis como ocorre com qualquer outra pessoa.

## Origem
O conceito de Coroa tomou forma sob o sistema feudal, evoluindo dos conceitos orientais e bárbaros de reinado. Sob o sistema feudal, na Inglaterra e (separadamente) na Escócia, todos os direitos e privilégios eram concedidos em última instância pelo governante (embora este não fosse o caso em todos os países que tinham esse sistema). Todas as terras eram concedidas pela Coroa aos lordes, em troca de serviços feudais, e eles, por sua vez, concediam a terra para os lordes menores. A Coroa como detentora final de todas as propriedades também possuía qualquer propriedade que tornava-se bona vacantia.

## O exercício dos direitos da Coroa
Na lei da Comunidade das Nações, a expressão "a Coroa no Direito de ..." é muitas vezes utilizada: por exemplo, a Coroa no Direito do Reino Unido, a Coroa no Direito do Canadá, a Coroa no Direito da Comunidade da Austrália, a Coroa no Direito do Estado de Nova Gales do Sul, etc. 
Na prática, os poderes da Coroa fora do Reino Unido são raramente exercidos diretamente pelo monarca, mas sim por um vice-rei, representante local como um governador-geral, governador, ou vice-governador, a conselho dos ministros do governo local apropriado (federal/nacional, estadual ou provincial). Nos poucos casos em que o monarca exerce os poderes diretamente, ele geralmente o faz com o conselho dos ministros daquele governo.

## Nos tribunais
No processo penal, a parte da promotoria é a Coroa; de um modo geral, esta é indicada por ter Rex (para um monarca do sexo masculino) ou Regina (para uma mulher) v. o réu como o padrão para procedimentos penais; particularmente na Austrália, em transcrições oficiais dos julgamentos penais, no título da página lê-se: "(nome do réu) v. o Rei". Rex e Regina são tipicamente abreviados para R, por exemplo, um processo criminal contra Smith poderia ser R v Smith, lê-se "Coroa e Smith". 
Esta prática de utilizar o lugar da soberania como a parte lesada é análoga em processos penais nos Estados Unidos da América, onde o formato é ["o povo" ou "o Estado"] v. [o réu] (por exemplo, o Povo v. LaValle ou Nova Jersey v. TLO) por soberania popular. 
A Coroa pode também ser uma querelante ou ré em ações civis nas quais o governo da monarquia na Comunidade das Nações em questão é uma das partes. Esse processo da Coroa são frequentemente sujeitos a regras específicas e limitações, por exemplo, sobre o modo como as decisões judiciais contra a Coroa pode ser executado.

## Poderes da Coroa
Os poderes pertencentes a cada Coroa, em razão de uma determinada monarquia só podem ser exercidos sob o conselho dos ministros daquela monarquia. Assim, por exemplo, os direitos que a Coroa possui no direito do Reino Unido só podem ser exercidos sob o conselho dos ministros britânicos, e os direitos que a Coroa possui no direito do Canadá só podem ser exercidos sob o conselho dos ministros canadenses. O primeiro-ministro britânico não pode aconselhar Sua Majestade no exercício dos seus direitos no que se refere ao Canadá, nem pode o primeiro-ministro canadense aconselhá-la no exercício dos seus direitos no que se refere ao Reino Unido. Isso se aplica também aos vários governos de uma federação, de modo que os ministros da Comunidade da Austrália não podem aconselhar Sua Majestade no exercício dos seus direitos no que se refere ao estado de Victoria, por exemplo, na nomeação de um governador estadual.